# Communist Party of India (Marxist-Leninist) Janashakti
Communist Party of India (Marxist-Leninist) Janashakti är ett underjordiskt politiskt parti i Indien. CPI(ML) Janashakti (Folkmakt) bildades 1992 när sex revolutionära kommunistiska grupper slog sig samman:
- CPI(ML) Resistance
- en fraktion av Unity Centre of Communist Revolutionaries of India (Marxist-Leninist)
- P.V. Raos CPI(ML) (utbrytare ur Communist Party of India (Marxist-Leninist) New Democracy)
- Khokan Majumdars CPI(ML)
- Coordination Committee of Communist Revolutionaries
- Communist Revolutionary Group for Unity

CPI(ML) Janashakti byggde vidare på den revolutionära traditionen från Andhra Pradesh, med konceptet med masslinje utvecklat av Chandrapulla Reddy och T. Nagi Reddy och kombination av legala och illegala arbetsmetoder. Inledningsvis gick det bra för partiet, och i delstatsvalet 1994 vann partiet ett mandat i delstatsförsamlingen. Man byggde upp en fackföreningrörelse, All India Federation of Trade Unions, och en bonderörelse. Men enheten blev kortvarig. 1996 bröt sig en grupp ur, som senare kom att bilda CPI(ML) Unity Initiative (idag del av Communist Party of India (Marxist-Leninist) (Kanu Sanyal)). Flera andra splittringar följde. Mot slutet av 1990-talet reorienterade sig partiet tillbaka till den underjordiska kampen, och slutade ställa upp i val och drog sig tillbaka från det öppna massarbetet.
Idag är partiets bas främst koncentrerad i Andhra Pradesh. Partiet är splittrat i flera fraktioner, som arbetar utan koordinering. Partiet bedriver väpnad kamp genom s.k. dalams.